# Ethan Suplee
Ethan Suplee (nascido em 25 de maio de 1976, em Manhattan, New York) é um ator americano. Conhecido pelo personagem Randy Hickey na série de televisão My Name is Earl. Filho do também ator Bill Suplee.

## Filmografia
| Ano             | Título                                                                            | Personagem                           |
| --------------- | --------------------------------------------------------------------------------- | ------------------------------------ |
| 1994-1996, 1998 | Boy Meets World (TV)                                                              | Frankie Stechino                     |
| 1995            | Mallrats                                                                          | Willam Black                         |
| 1997            | Chasing Amy                                                                       | Comic Fan                            |
| 1998            | American History X                                                                | Seth Ryan                            |
| 1998            | Desert Blue                                                                       | Cale                                 |
| 1999            | Tyrone                                                                            | Joshua Schatzberg                    |
| 1999            | Dogma                                                                             | Noman the Golgothan (voz)            |
| 2000            | Takedown                                                                          | Dan Brodley                          |
| 2000            | Road Trip                                                                         | Ed                                   |
| 2000            | Vulgar                                                                            | Frankie Fanelli                      |
| 2000            | Remember the Titans                                                               | Louie Lastik                         |
| 2001            | Don's Plum                                                                        | Big Bum                              |
| 2001            | Blow                                                                              | Tuna                                 |
| 2001            | Evolution                                                                         | Deke                                 |
| 2002            | John Q                                                                            | Max Conlin                           |
| 2002            | The First $20 Million Is Always the Hardest                                       | Tiny                                 |
| 2003            | Cold Mountain                                                                     | Pangle                               |
| 2004            | The Butterfly Effect                                                              | Thumper                              |
| 2004            | Without a Paddle                                                                  | Elwood                               |
| 2005            | Neo Ned                                                                           | Johnny                               |
| 2005            | My Name Is Earl (série de TV, 2005-2009 Cancelado)                                | Randy Hickey                         |
| 2005            | Entourage (série de TV)                                                           | Unnamed (camafeu)                    |
| 2006            | Art School Confidential                                                           | Vince                                |
| 2006            | The Fountain                                                                      | Manny                                |
| 2006            | The Year Without a Santa Claus                                                    | Jingle                               |
| 2006            | Clerks II                                                                         | Adolescente #2                       |
| 2007            | Mr. Woodcock                                                                      | Nedderman                            |
| 2007            | American Pie Presents: Beta House                                                 | Fraternity Geek                      |
| 2009            | Fanboys                                                                           | Harry Knowles                        |
| 2013            | The Wolf of Wall Street                                                           | Toby Welch                           |
| 2016            | " The Ranch"                                                                      | Officer Billy - Ethan Suplee no IMDb |
| Ícone de esboço | Este artigo sobre um ator é um esboço. Você pode ajudar a Wikipédia expandindo-o. |                                      |